# Modřín v Horní Oboře
Modřín v Horní Oboře je nejsilnější památný strom modřín opadavý (Larix decidua) v okrese Sokolov v Karlovarském kraji. Roste řadě s dalšími stromy v zaniklé obci Horní Obora (Anýžovy domky), v jihovýchodní části luční enklávy, nedaleko pravého břehu Oborského potoka, 1,8 km severoseverozápadně od zbytků vysoké pece v Šindelové. Strom má bizarní vzhled, je prohnutý a spirálovitě vinutý. Baňatý kmen se širokým podstavcem kořenových náběhů se postupně dvakrát dělí, vrchol má čtyři špice. Obvod kmene měří 380 cm, koruna stromu dosahuje do výšky 25 m (měření 2004).
Za památný byl strom vyhlášen v roce 2006 jako esteticky zajímavý strom, historicky důležitý strom s významným vzrůstem. Je zároveň uveden na seznamu významných stromů Lesů České republiky.

## Stromy v okolí
- Klen v Horní Oboře
- Jíva v Horní Oboře
- Modřínová alej u Šindelové
- Smrk u kříže za Favoritem
- Dvojitý smrk u Šindelové
- Jasan v bývalých Milířích
- Buk u Krásné Lípy